# سفال‌نوشته‌های پارسی میانه
اهمیت سفال‌نوشته‌ها خصوصاً از جهت دربرداشتن نام‌های خاص و القاب و گاهی نام جای‌ها و واژه‌های مربوط به غلات و نوشیدنی هاست. این نوشته‌ها به زمانی میان نیمهٔ دوم قرن ششم و قرن هفتم میلادی تعلق دارد. از این گونه آثار به خط پهلوی کتابی، اثری از زمان پیش از قرن ششم میلادی به دست نیامده‌است.
تعدادی از سفال نوشته‌هایی که در کاوش‌های باستان‌شناسی در ناحیهٔ ورامین و چال طرخان عشق‌آباد (نزدیک ری) و قصر ابونصر (نزدیک شیراز) و مواضع گوناگون در جنوب جمهوری ترکمنستان به دست آمده، دارای نوشته‌هایی با مرکب به خط پهلوی متصل است. سفال‌های شکسته ظاهراً صورت حساب یا صورت تحویل محصولات کشاورزی و دامی (جو، سبزی، می، نان، و گوشت و گوسفند) یا پیش‌نویس نامه و یادداشت‌های روزانه و مانند آنهاست و در بسیاری از آن‌ها نام روز و ماه آمده اما غالباً ذکری از سال نشده‌است. بیشتر نوشته‌ها بر طرف بیرونی سفالینه است ولی در موارد نادری علاوه بر آن قسمت داخلی هم نوشته دارد.